# Нагаокакё (современный город)
Нагаокакё (яп. 長岡京市 Нагаокакё:-си) — город в Японии, находящийся в префектуре Киото. Площадь города составляет 19,17 км², население — 80 649 человек (1 октября 2020), плотность населения — 4207,04 чел./км².

## Географическое положение
Город расположен на острове Хонсю в префектуре Киото региона Кинки. С ним граничат города Киото, Муко и посёлки Оямадзаки, Симамото.

## Население
Население города составляет 80 649 человек (1 октября 2020), а плотность — 4207,04 чел./км². Изменение численности населения с 1980 по 2005 годы:
| 1970 | 51 414 чел. |  |
| 1975 | 65 557 чел. |  |
| 1980 | 71 445 чел. |  |
| 1985 | 75 242 чел. |  |
| 1990 | 77 191 чел. |  |
| 1995 | 78 697 чел. |  |
| 2000 | 77 846 чел. |  |
| 2005 | 78 335 чел. |  |
| 2010 | 79 844 чел. |  |
| 2015 | 80 090 чел. |  |

## Символика
Деревом города считается клён, цветком — Rhododendron × obtusum.